# Uzbecká kuchyně

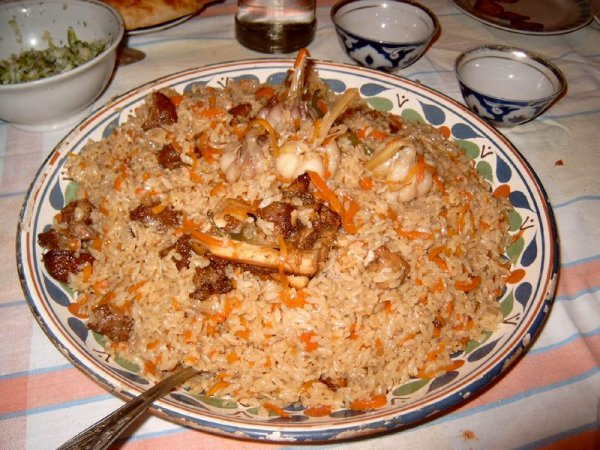
Pilaf (plov)

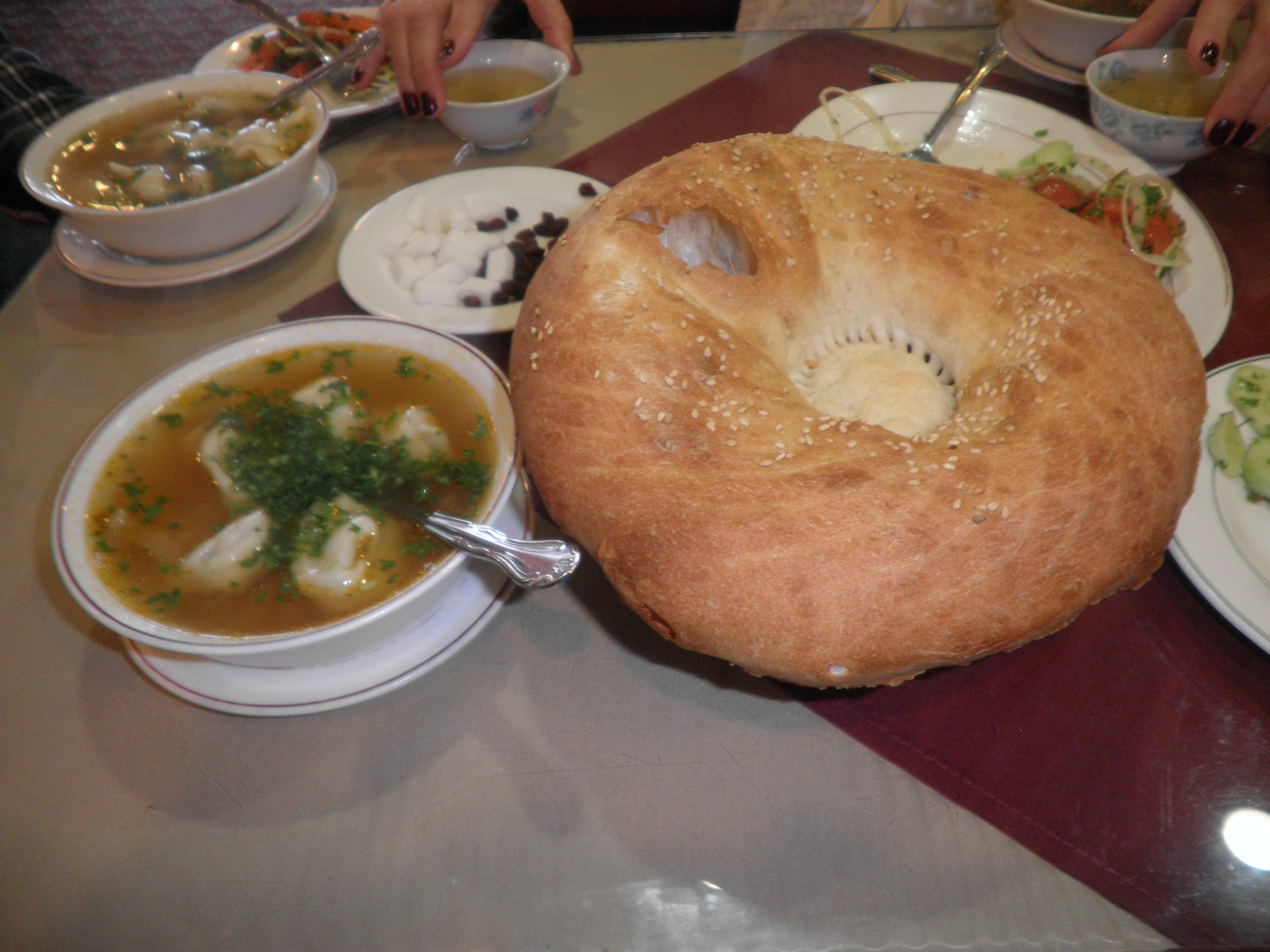
Šurpa s uzbeckým chlebem

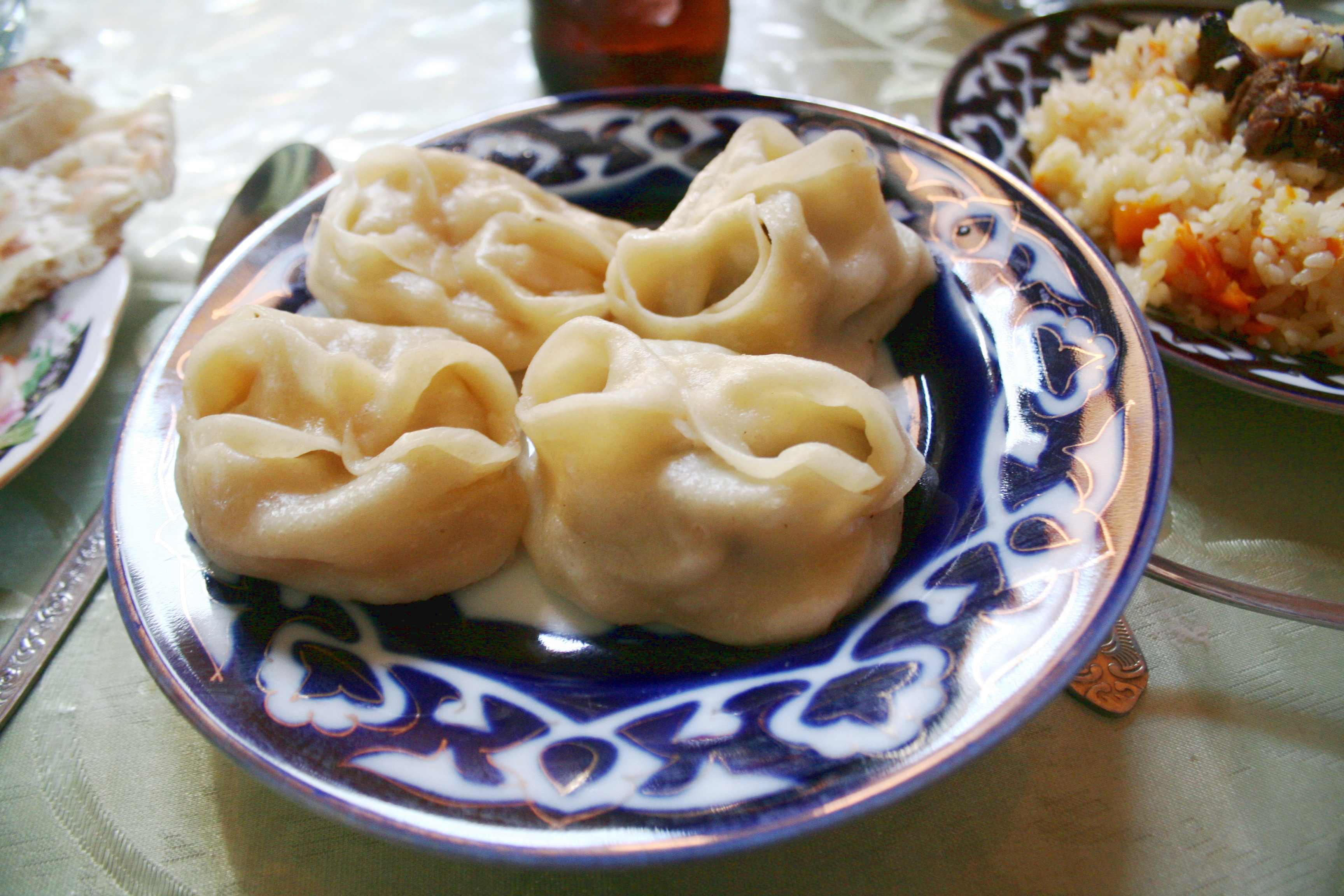
Manty

Uzbecká kuchyně (uzbecky: Oʻzbek oshxonasi) je podobná ostatním kuchyním v regionu střední Asie. Základními potravinami jsou nudle a chléb (často typu naan), z masa se nejčastěji používá skopové. Uzbecké pokrmy zpravidla nebývají příliš výrazné a pikantní. Uzbekistán je znám svou produkcí ovoce, nejčastěji melounů, vína nebo meruněk. Ovoce se často suší.
Menšinové národy v Uzbekistánu (bucharští Židé a Korejci) si udržují vlastní specifickou kuchyni.

## Příklady uzbeckých pokrmů
Příklady uzbeckých pokrmů:
- Pilaf (plov), pokrm z rýže, kusů masa, cibule a zeleniny, někdy i ovoce, rozšířený po celé střední Asii.
- Chléb, nejčastěji naan
- Šašlik, opékané špízy
- Samsa, plněné taštičky z těsta trojúhelníkového tvaru
- Manty, plněné knedlíčky
- Šurpa, zeleninová polévka z jehněčího

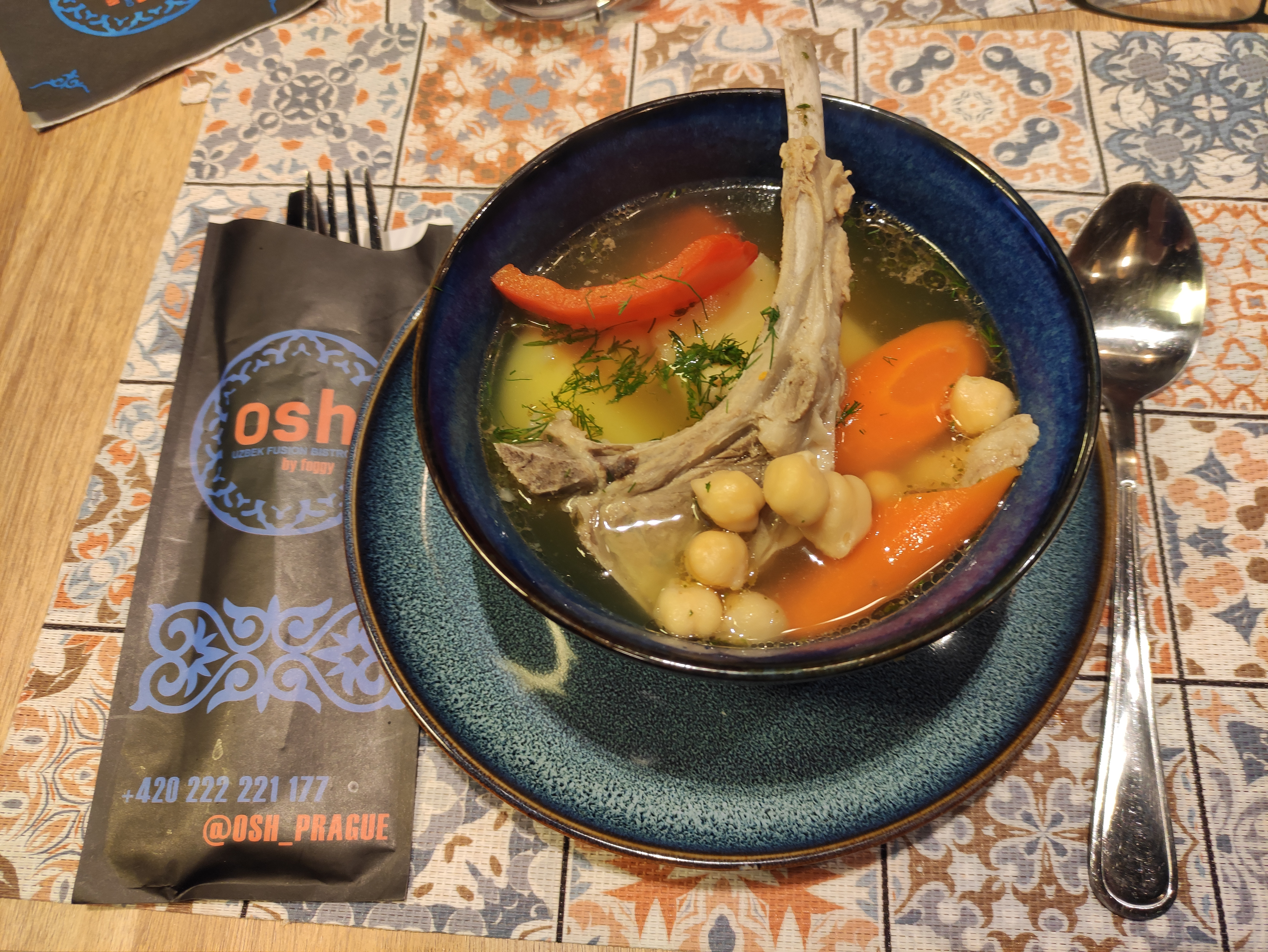
Šurpa v Praze

- Laghman, nudlový pokrm
- Chalva

## Příklady uzbeckých nápojů
Příklady uzbeckých nápojů:
- Čaj, častěji zelený
- Ajran
- Kefír
- Víno, vinařství je v menší míře v Uzbekistánu provozováno, vína jsou i vyvážena